# Komintern (Schlepper)
Der Komintern (russisch Коминтерн) war ein sowjetischer mittlerer Artillerieschlepper, der von der Roten Armee während des Zweiten Weltkriegs verwendet wurde. Der Entwurf dieses Fahrzeuges, benannt nach der Kommunistischen Internationale, wurde im Jahr 1931 entwickelt, seine Serienproduktion in der Lokomotivfabrik Charkow lief von 1935 bis 1940. Insgesamt wurden 1798 Schlepper dieses Typs hergestellt. Mit dem Komintern erhielt die sowjetische, gezogene Artillerie für deren Motorisierung ein zuverlässiges Kraftschleppmittel, aber die Zahl der gefertigten Schlepper war unzureichend, um dieses vollständig zu erreichen. Die Fahrzeuge wurden von der Roten (ab 1946 Sowjet-) Armee bis Mitte der 1950er Jahre eingesetzt, dann wurden sie durch modernere Schlepper-Muster ersetzt. Kein Komintern ist vollständig erhalten geblieben.

## Geschichte

### Entwicklung

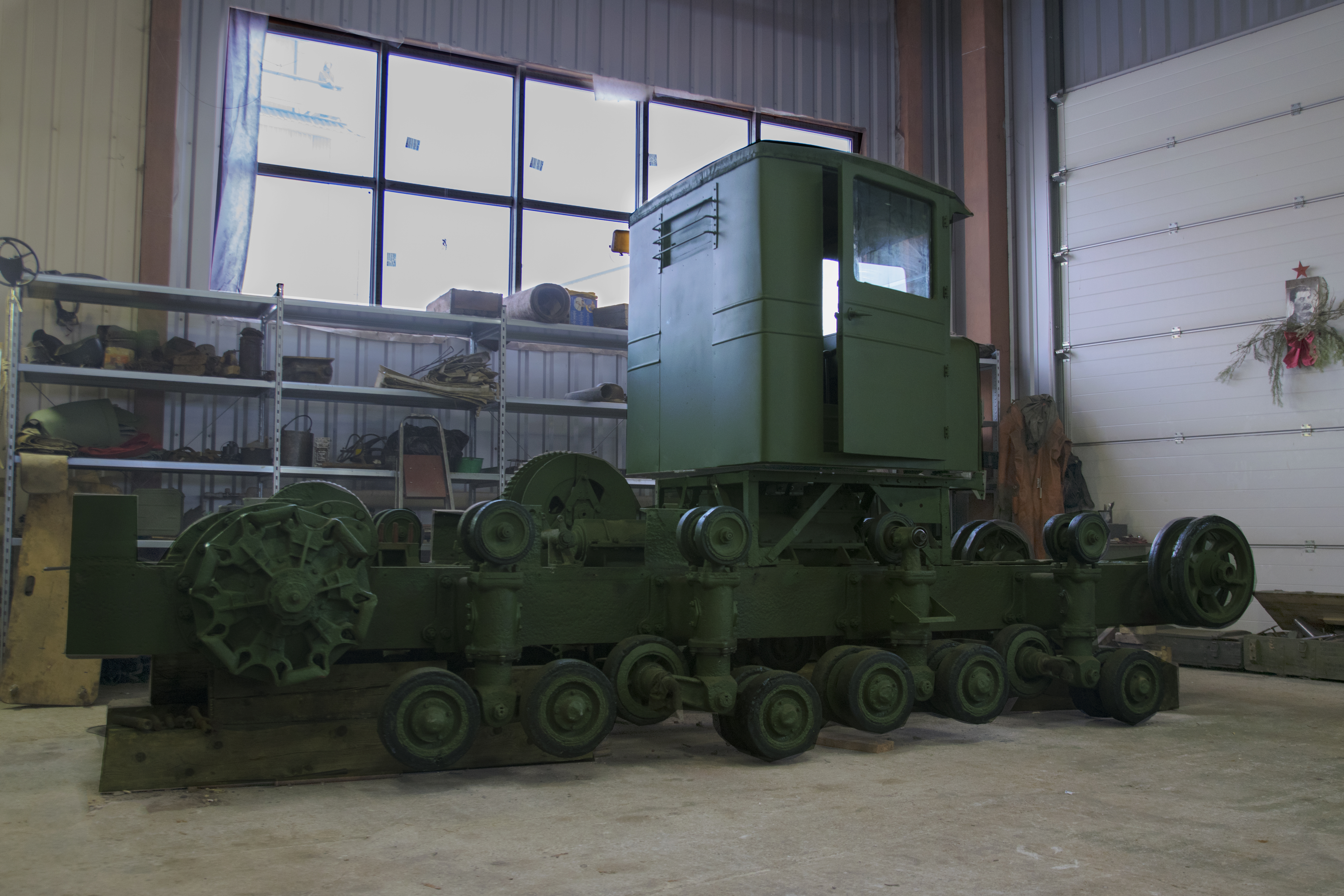
Erhaltenes Fahrgestell eines Komintern mit Kabine (2018)

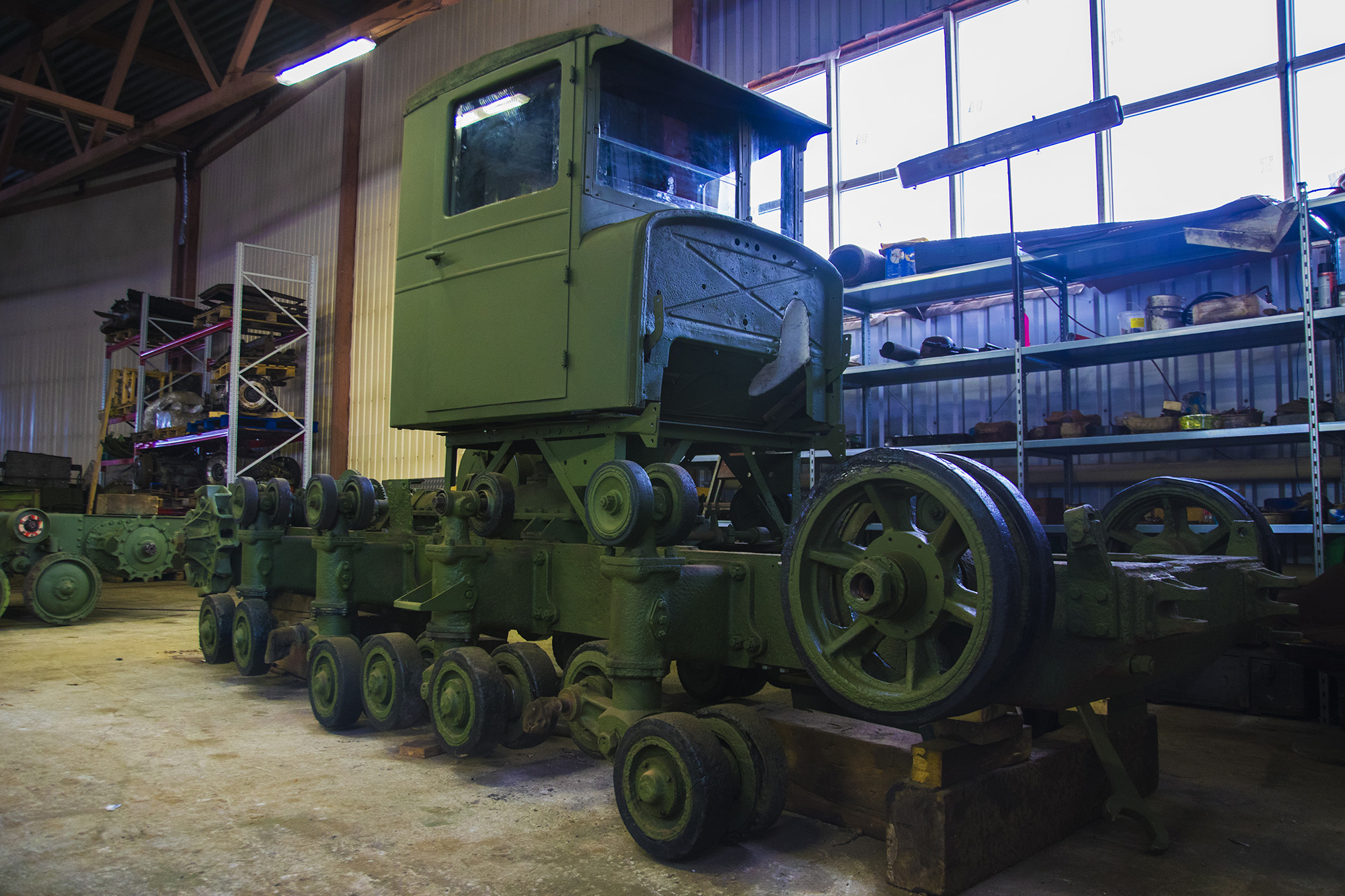
Dasselbe Fahrgestell, Frontansicht (2018)

Durch die schnelle Entwicklung der sowjetischen Artillerie in den Jahren 1929–1930 bestand Bedarf für ein Kraftschleppmittel für die neuen schweren Geschütze. Auch erforderte der Fortschritt in der Militärwissenschaft dieser Zeit die Motorisierung aller Waffen. Darum gab das Hauptartillerieamt der Roten Armee im Jahr 1930 den Auftrag zur Entwicklung einer ganzen Serie von Schleppern aus. Die im militärischen und zivilen Traktorbau erfahrene Lokomotivfabrik Charkow wurde mit der Entwicklung beauftragt. Die Konstrukteure D. M. Iwanow und D. F. Bobrow entwickelten ab 1931 unter der Leitung von B. N. Woronkow den „mittleren Artillerie-Traktor“ gemäß den Anforderungen auf Basis des in kleiner Serie produzierten T-24-Panzers neu. Das Laufwerk und die Federung wurden ohne größere Änderungen vom T-24 übernommen. Das erste Versuchsfahrzeug zeigte noch viele Mängel. Im Jahr 1932 konnte das Ingenieurskollektiv unter N. G. Subarews Leitung den Entwurf erfolgreich überarbeiten, wodurch das Fahrzeug faktisch zu einem Lastkraftwagen auf Vollkettenlaufwerk wurde. Die staatlichen Tests des verbesserten Fahrzeuges endeten im Jahr 1934 erfolgreich und die Rote Armee nahm es für den eigenen Dienst als mittleren Artillerie-Schlepper „Komintern“ an. Die Serienproduktion folgte im nächsten Jahr mit einem monatlichen Ausstoß von etwa 25–30 Fahrzeugen. Ab dem Jahr 1939 fertigte der Hersteller den neuen leistungsstärkeren Schlepper vom Typ „Woroschilowez“ und stellte zugunsten dieses Typs die Fertigung des Komintern schließlich ein.

### Einsatz
Die Komintern-Schlepper wurden erfolgreich als Schlepper für schwere Divisions- und Korpsgeschütze verwendet. Der Traktor wurde zum Schleppen der Artilleriesysteme 107-mm-Divisionskanone M1940 (M-60), 122-mm-Kanone M1931/37 (A-19), 152-mm-Haubitze M1938 (M-10), sowie 152-mm-Kanonenhaubitze M1937 (ML-20) genutzt. Damit war er für die Mobilität der Sowjetischen Artillerie zuständig. Aber die zu geringe Zahl an leistungsstarken Schleppern in der Roten Armee führte in der Anfangsphase des Deutsch-Sowjetischen Krieges zu großen Verlusten an schweren Geschützen. Der Komintern konnte auch die überschwere 203-mm-Haubitze M1931 (B-4) schleppen, allerdings nur auf guten Straßen. Im Jahr 1945 besaß die Rote Armee 568 Schlepper dieses Typs, die Verluste vom 1. September 1942 bis Kriegsende betrugen nur 56 Fahrzeuge. Während des Russlandfeldzuges erbeutete die deutsche Wehrmacht einige solcher Traktoren und stellte sie unter der Bezeichnung Artillerieschlepper Kom 604 (r) in den eigenen Dienst. Viele Komintern arbeiteten auch in der sowjetischen Militär- und Zivilindustrie.

## Technik
Der Komintern wurden von einem 4-Zylinder-Viertakt-Vergasermotor vom Typ KIN angetrieben. Das ölgekühlte Triebwerk leistete etwa 131 PS, das Fünfganggetriebe erlaubte es einen breiten Zugkraftbereich abzudecken. Der maximale Wert lag bei etwa 6.800 Kilopond bei 2,6 km/h. Das Fahrzeug wurde mit einer leistungsstarken, vom Fahrmotor angetriebenen, Seilwinde ausgerüstet, deren maximale Schleppkraft bei fast 10.000 Kilopond lag.
| Technische Daten: Artillerie-Schlepper Komintern              |                                                                                           |
| Allgemeine Eigenschaften                                      |                                                                                           |
| Klassifikation                                                | Mittlerer Artillerie-Schlepper                                                            |
| Typ                                                           | Kettentraktor mit LKW-Aufbau                                                              |
| Antriebslage                                                  | hinten                                                                                    |
| Gewicht                                                       | 10,5 Tonnen                                                                               |
| Entwickler und Hersteller                                     | Lokomotivfabrik Charkow (russisch Государственный Харьковский Паровозостроительный Завод) |
| Chefkonstrukteure                                             | Boris Nikonorowitsch Woronkow, N. G. Subarew (Nacharbeitung des ursprünglichen Entwurfes) |
| Ingenieurkollektiv der Entwickler                             | D. M. Iwanow, D. F. Bobrow, A. G. Gulita, W. P. Kaplin                                    |
| Entwicklungsjahre                                             | 1930–1934                                                                                 |
| Baujahre                                                      | 1935–1940 (Prototyp auch 1934)                                                            |
| Stückzahl                                                     | 1798                                                                                      |
| Traglast- und Schleppkraftdaten                               |                                                                                           |
| Sitzplätze im Fahrerhaus                                      | 2                                                                                         |
| Sitzplätze in der Pritsche                                    | 12                                                                                        |
| Traglast der Pritsche                                         | 2 Tonnen                                                                                  |
| Maximale Schleppkraft                                         | 6800 kp (66,7 kN)                                                                         |
| Gewicht des gezogenen Anhängers ohne Überlastung              | 12 Tonnen                                                                                 |
| Gewicht des gezogenen Anhängers mit Überlastung               | 14 Tonnen                                                                                 |
| Abmessungen                                                   |                                                                                           |
| Länge über alles                                              | 5765 mm                                                                                   |
| Breite ohne Pritscheplane                                     | 2208 mm                                                                                   |
| Breite mit Pritscheplane                                      | 2980 mm                                                                                   |
| Höhe über Fahrerhaus                                          | 2538 mm                                                                                   |
| Höhe über Pritsche mit Plane                                  | 2980 mm                                                                                   |
| Fläche der Pritsche                                           | 5,36 m²                                                                                   |
| Spurbreite                                                    | 1530 mm                                                                                   |
| Kettenbreite                                                  | 360 mm                                                                                    |
| Bodenfreiheit                                                 | 400 mm                                                                                    |
| Beweglichkeit                                                 |                                                                                           |
| Motor                                                         | 4-Zylinder-Vergasermotor KIN mit 131 PS (96 kW) bei 1280 min−1                            |
| Leistungsgewicht                                              | 12,48 PS/Tonne                                                                            |
| Höchstgeschwindigkeit (Straße):                               | 30,5 km/h                                                                                 |
| Kraftstoffvorrat                                              | 550 Liter                                                                                 |
| Kraftstoffverbrauch auf 100 km (Straße, ohne Anhänger)        | 250 Liter                                                                                 |
| Fahrbereich (Straße, ohne Anhänger)                           | 220 km                                                                                    |
| Fahrbereich (Straße, mit Anhänger)                            | 170 km                                                                                    |
| Bodendruck                                                    | 0,495 kg/cm²                                                                              |
| Steigfähigkeit (mit Belastung in der Pritsche, ohne Anhänger) | 33,5°                                                                                     |

Das Fahrzeug war insgesamt zuverlässig und ausreichend schnell. Der Schlepper konnte mit verschiedenen Kraftstoffen (Benzin, Kerosin, Ligroin und deren Mischungen) und unter rauen Winterbedingungen arbeiten. Seine Hauptmängel waren der Bedarf an qualifizierter Wartung, der große Kraftstoffverbrauch, der hohe Schwerpunkt und die ungenügende Lenkbarkeit.